# 暗黒の警鐘〜KAMIKAZE KILLS MY TEARS EVAPORATE〜
暗黒の警鐘〜KAMIKAZE KILLERS MY TEARS EVAPORATE〜（あんこくのけいしょう・カミカゼ・キラーズ・マイティアーズ・エバポレイト）はBLIZARDの2ndアルバム。

## 内容
サウンドプロデュースは月光恵亮。このバンドのアルバムの中では、一番長いタイトルである。

## 批評
CDジャーナルは「ポップな感覚を持つオーソドックスなハード・ロックは爽快感にあふれる。ルックスのよさばかりが話題となったが、音楽面での再評価も待望したい」と評した。

## 収録曲
1. Prologue〜Fallin' Angel〜
作曲:月光恵亮 編曲:松川敏也
2. the second diamond
作詞・作曲・編曲:松川敏也
3. Band on the Run
作詞:下村成二郎 作曲・編曲:松川敏也
4. DEAD OR ALIVE
作詞:下村成二郎・月光恵亮 作曲・編曲:松川敏也
5. Love Don't Stay
作詞:月光恵亮・松川敏也 作曲・編曲:松川敏也
6. LADY REIKO
作詞:下村成二郎 作曲:M.K. Project・松川敏也 編曲:松川敏也
7. Through the Night
作詞:下村成二郎 作曲・編曲:松川敏也
8. Burning Sky
作詞:月光恵亮・松川敏也 作曲・編曲:松川敏也
9. Fallin' angel(罠に落ちた天使たち)
作詞・作曲:月光恵亮 編曲:松川敏也
10. Epilogue〜The End〜
作曲・編曲:松川敏也